# Miou-Miou
Miou-Miou, vlastním jménem Sylvette Herry (* 22. února 1950 Paříž) je francouzská divadelní a filmová herečka, držitelka Césara.

## Život a kariéra
Po studiu herectví začala svou hereckou kariéru v pařížském improvizovaném divadle, za kterého se později vyvinula divadelní kavárna Café de la Gare. Její tehdejší kolega, Coluche, pro ni vymyslel neobvyklé umělecké jméno, které v překladu znamená „Mňau-Mňau“. Kromě Coluche tam potkala také herce Patrickem Dewaere, svého pozdějšího partnera.
V roce 1971 natočila svůj první film La Cavale. V 70. letech 20. století točila převážně komedie, ale od 80. let dostávala také dramatické a náročnější role od renomovaných režisérů. Z celé řady titulů lze jmenovat například film Předčitatelka z roku 1988 nebo výpravné historické drama Germinal z roku 1993.
Během své kariéry spolupracovala s řadou francouzských a světových režisérů, jakými jsou například Michel Gondry, Bertrand Blier, Yves Boisset, Claude Berri, Jacques Deray, Michel Deville, Diane Kurys, Radu Mihăileanu, Patrice Leconte, Joseph Losey nebo Louis Malle. Byla celkem desetkrát nominována na filmovou cenu César a v roce 1980 jí skutečně získala, a to za výkon ve filmu La Dérobade.
V letech 1971–1976 žila s hercem Patrickem Dewaere, se kterým má dceru Angelu (* 1974). V roce 1978 měla se zpěvákem Julienem Clercem druhou dceru, Jeanne Herry, která se stala rovněž herečkou.
V současnosti žije s romanopiscem Jeanem Teulé.

## Filmografie (výběr)

### Celovečerní filmy
- 1973: Themroc (Themroc), režie Claude Faraldo
- 1973: Spálené stodoly (Les Granges brûlées), režie Jean Chapot
- 1973: Dobrodružství rabína Jákoba (Les Aventures de Rabbi Jacob), režie Gérard Oury
- 1973: Běží, běží po předměstí (Elle court, elle court la banlieue), režie Gérard Pirès
- 1974: Tendre Dracula (Tendre Dracula), režie Pierre Grunstein
- 1974: Buzíci (Les Valseuses), režie Bertrand Blier
- 1975: Žádný problém (Pas de problème!), režie Georges Lautner
- 1975: Chytrák a dva společníci (Un Genio, due compari, un pollo), režie Damiano Damiani a Sergio Leone
- 1976: Všechno uvidíme (On aura tout vu), režie Georges Lautner
- 1976: Vítězný pochod (Marcia trionfale), režie Marco Bellocchio
- 1976: F... comme Fairbanks (F... comme Fairbanks), režie Maurice Dugowson
- 1977: Dites-lui que je l'aime (Dites-lui que je l'aime), režie Claude Miller
- 1979: La Dérobade (La Dérobade), režie Daniel Duval
- 1979: Silnice Řím - Neapol neprůjezdná! (L'Ingorgo - Una storia impossibile), režie Luigi Comencini
- 1980: Policejní inspektorka (La Femme flic), režie Yves Boisset
- 1982: Josepha (Josepha), režie Christopher Frank
- 1982: Guy de Maupassant (Guy de Maupassant), režie Michel Drach
- 1983: Pozor! Je vaše žena jen vaše žena? (Attention! Une femme peut en cacher une autre), režie Georges Lautner
- 1983: Coup de foudre (Coup de foudre), režie Diane Kurys
- 1984: Let Sfingy (Le Vol du Sphinx), režie Laurent Ferrier
- 1984: Canicule (Canicule), režie Yves Boisset
- 1986: Večerní úbor (Tenue de soirée), režie Bertrand Blier
- 1988: Předčitatelka (La Lectrice), režie Michel Deville
- 1990: Milou v máji (Milou en mai), režie Louis Malle
- 1991: Podtrženo, sečteno! (La Totale!), režie Claude Zidi
- 1992: Rej výtržníků (Le Bal des casse-pieds), režie Yves Robert
- 1993: Tango (Tango), režie Patrice Leconte
- 1993: Germinal (Germinal), režie Claude Berri
- 1996: Osmý den (Le Huitième jour), režie Jaco van Dormael
- 1996: Má žena mě opustila (Ma femme me quitte), režie Didier Kaminka
- 1997: Nettoyage à sec (Nettoyage à sec), režie Anne Fontaine
- 1997: Lásky v Lisabonu (Elles), režie Luís Galvão Teles
- 2004: Vdavky, sňatky, svazky (Mariages!), režie Valérie Guignabodet
- 2005: Jeden zůstává, druhý odchází (L'Un reste, l'autre part), režie Claude Berri
- 2006: Nauka o snech (La Science des rêves), režie Michel Gondry
- 2006: Le Héros de la famille (Le Héros de la famille), režie Thierry Klifa
- 2006: Avril (Avril), režie Gérald Hustache-Mathieu
- 2008: Velké alibi (Le Grand alibi), režie Pascal Bonitzer
- 2009: Une Petite zone de turbulences (Une Petite zone de turbulences), režie Alfred Lot
- 2009: Koncert (Le Concert), režie Radu Mihaileanu
- 2012: Láska všemi deseti (Populaire), režie Régis Roinsard
- 2013: Arrêtez-moi, režie Jean-Paul Lilienfeld
- 2013: Bob et les Sex Pistaches, režie Yves Matthey
- 2013: Landes, režie François-Xavier Vives
- 2018: V dobrých rukou (Pupille), režie Jeanne Berry
- 2021: Poslední žoldák (Le Dernier Mercenaire), režie David Charhon
- 2022: Murder Party, režie Nicolas Pleskof
- 2023: Maestro(s), režie Bruno Chiche

### Televize
- 1995: Lístek lásky (Une page d'amour), televizní film, režie Émile Zola
- 2003: Záhadné zmizení (Ambre a disparu), televizní film, režie Denys Granier-Deferre
- 2011: Le Grand restaurant II (Le Grand restaurant II), televizní film, režie Gérard Pullicino

## Ocenění

### César
Ocenění
- 1980: César pro nejlepší herečku za film La Dérobade

Nominace
- 1977: César pro nejlepší herečku za film F... comme Fairbanks
- 1978: César pro nejlepší herečku za film Řekněte jí, že ji miluji
- 1983: César pro nejlepší herečku za film Josepha
- 1984: César pro nejlepší herečku za film Coup de foudre
- 1987: César pro nejlepší herečku za film Večerní úbor
- 1989: César pro nejlepší herečku za film Předčitatelka
- 1991: César pro nejlepší herečku za film Milou v máji
- 1994: César pro nejlepší herečku za film Germinal
- 1998: César pro nejlepší herečku za film Nettoyage à sec
- 2024: César pro nejlepší herečku ve vedlejší roli za film Je verrai toujours vos visages

### Jiná ocenění
- 1998: cena Prix Lumières pro nejlepší herečku za film Nettoyage à sec